# Mali op de Olympische Zomerspelen 2004
Mali nam deel aan de Olympische Zomerspelen 2004 in Athene, Griekenland. Net als tijdens alle eerdere edities werd geen medaille gewonnen.

## Deelnemers en resultaten
(m) = mannen, (v) = vrouwen 

### Atletiek
| Olympiër        | Discipline      | Resultaat | Prestatie             |
| --------------- | --------------- | --------- | --------------------- |
| Ibrahima Maiga  | 400m horden (m) | 28e       | serie 3: 6de in 50,63 |
|                 |                 |           |                       |
| Kadiatou Camara | 200m (v)        | 37e       | serie 6: 6de in 23,56 |

### Judo
| Olympiër       | Discipline | Resultaat | Prestatie                              |
| -------------- | ---------- | --------- | -------------------------------------- |
| Bourama Mariko | -73kg (m)  | 20e       | 1ste ronde: V van ROU Baștea: waza-ari |

### Voetbal
| Olympiër | Discipline | Resultaat | Prestatie                                                                                                   |
| --- | ---------- | --------- | --- |
| Fousseiny Tangara Mamadi Berthe Adama Tamboura Moussa Coulibaly Boubacar Koné Boucader Diallo Tenema N'Diaye Abdou Traore Rafan Sidibé Mintou Doucoure Sédonoudé Abouta Drissa Diakité Dramane Traoré Mohamed Sissoko Jimmy Kébé Soumbeïla Diakité Mamadou Diallo Cheick Bathily | mannen     | 5e        | groep A: 1ste G van Mexico: 0-0 W van Griekenland: 2-0 G van Zuid-Korea: 3-3 kwartfinale: V van Italië: 0-1 |

| Groep A |             |             |             |             |             |            |            |            |        |
| #       | Land        | Wedstrijden | Wedstrijden | Wedstrijden | Wedstrijden | Doelpunten | Doelpunten | Doelpunten | Punten |
| #       | Land        | G           | W           | G           | V           | V          | T          | Saldo      | Punten |
| 1       | Mali        | 3           | 1           | 2           | 0           | 5          | 3          | +2         | 5      |
| 2       | Zuid-Korea  | 3           | 1           | 2           | 0           | 6          | 5          | +1         | 5      |
| 3       | Mexico      | 3           | 1           | 1           | 1           | 3          | 3          | 0          | 4      |
| 4       | Griekenland | 3           | 0           | 1           | 2           | 4          | 7          | -3         | 1      |

| Ronde       | Datum        | Plaats      | Land | Score  | Land |
| ----------- | ------------ | ----------- | ---- | ------ | ---- |
| Groepsfase  |              |             |      |        |      |
| 11 augustus | Volos        | Mali        | 0-0  | Mexico |      |
| 14 augustus | Thessaloniki | Griekenland | 0-2  | Mali   |      |
| 17 augustus | Thessaloniki | Zuid-Korea  | 3-3' | Mali   |      |
| Groepsfase  |              |             |      |        |      |
| 21 augustus | Pireaus      | Mali        | 0-1  | Mexico |      |

### Zwemmen
| Olympiër             | Discipline          | Resultaat | Prestatie               |
| -------------------- | ------------------- | --------- | ----------------------- |
| David Keita          | 50m vrije slag (m)  | 79e       | serie 1: 6de in 29,96   |
|                      |                     |           |                         |
| Mariam Pauline Keita | 100m schoolslag (v) | 46e       | serie 1: 6de in 1.30,40 |

Afghanistan · Albanië · Algerije · Amerikaanse Maagdeneilanden · Amerikaans-Samoa · Andorra · Angola · Antigua en Barbuda · Argentinië · Armenië · Aruba · Australië · Azerbeidzjan · Bahama's · Bahrein · Bangladesh · Barbados · België · Belize · Benin · Bermuda · Bhutan · Bolivia · Bosnië en Herzegovina · Botswana · Brazilië · Britse Maagdeneilanden · Brunei · Bulgarije · Burkina Faso · Burundi · Cambodja · Canada · Centraal-Afrikaanse Republiek · Chili · China · Chinees Taipei · Colombia · Comoren · Congo-Brazzaville · Congo-Kinshasa · Cookeilanden · Costa Rica · Cuba · Cyprus · Denemarken · Djibouti · Dominica · Dominicaanse Republiek · Duitsland · Ecuador · Egypte · El Salvador · Equatoriaal-Guinea · Eritrea · Estland · Ethiopië · Fiji · Filipijnen · Finland · Frankrijk · Gabon · Gambia · Georgië · Ghana · Grenada · Griekenland · Groot-Brittannië · Guam · Guatemala · Guinee · Guinee‑Bissau · Guyana · Haïti · Honduras · Hongarije · Hongkong · Ierland · IJsland · India · Indonesië · Irak · Iran · Israël · Italië · Ivoorkust · Jamaica · Japan · Jemen · Jordanië · Kaaimaneilanden · Kaapverdië · Kameroen · Kazachstan · Kenia · Kirgizië · Kiribati · Koeweit · Kroatië · Laos · Lesotho · Letland · Libanon · Liberia · Libië · Liechtenstein · Litouwen · Luxemburg · Macedonië · Madagaskar · Malawi · Malediven · Maleisië · Mali · Malta · Marokko · Mauritanië · Mauritius · Mexico · Micronesië · Moldavië · Monaco · Mongolië · Mozambique · Myanmar · Namibië · Nauru · Nederland · Nederlandse Antillen · Nepal · Nicaragua · Nieuw-Zeeland · Niger · Nigeria · Noord-Korea · Noorwegen · Oeganda · Oekraïne · Oezbekistan · Oman · Oostenrijk · Oost‑Timor · Pakistan · Palau · Palestina · Panama · Papoea-Nieuw-Guinea · Paraguay · Peru · Polen · Portugal · Puerto Rico · Qatar · Roemenië · Rusland · Rwanda · Saint Kitts en Nevis · Saint Lucia · Saint Vincent en Grenadines · Salomonseilanden · Samoa · San Marino · Sao Tomé en Principe · Saoedi-Arabië · Senegal · Servië en Montenegro · Seychellen · Sierra Leone · Singapore · Slovenië · Slowakije · Soedan · Somalië · Spanje · Sri Lanka · Suriname · Swaziland · Syrië · Tadzjikistan · Tanzania · Thailand · Togo · Tonga · Trinidad en Tobago · Tsjaad · Tsjechië · Tunesië · Turkije · Turkmenistan · Uruguay · Vanuatu · Venezuela · Verenigde Arabische Emiraten · Verenigde Staten · Vietnam · Wit-Rusland · Zambia · Zimbabwe · Zuid-Afrika · Zuid-Korea · Zweden · Zwitserland